# Patrick Assoumou Eyi
Pour les articles homonymes, voir Capello.
 (décembre 2021).
La mise en forme du texte ne suit pas les recommandations de Wikipédia : il faut le « wikifier ».
Les points d'amélioration suivants sont les cas les plus fréquents. Le détail des points à revoir est peut-être précisé sur la page de discussion.
- Les titres sont pré-formatés par le logiciel. Ils ne sont ni en capitales, ni en gras.
- Le texte ne doit pas être écrit en capitales (les noms de famille non plus), ni en gras, ni en italique, ni en « petit »…
- Le gras n'est utilisé que pour surligner le titre de l'article dans l'introduction, une seule fois.
- L'italique est rarement utilisé : mots en langue étrangère, titres d'œuvres, noms de bateaux, etc.
- Les citations ne sont pas en italique mais en corps de texte normal. Elles sont entourées par des guillemets français : « et ».
- Les listes à puces sont à éviter, des paragraphes rédigés étant largement préférés. Les tableaux sont à réserver à la présentation de données structurées (résultats, etc.).
- Les appels de note de bas de page (petits chiffres en exposant, introduits par l'outil «  Source ») sont à placer entre la fin de phrase et le point final[comme ça].
- Les liens internes (vers d'autres articles de Wikipédia) sont à choisir avec parcimonie. Créez des liens vers des articles approfondissant le sujet. Les termes génériques sans rapport avec le sujet sont à éviter, ainsi que les répétitions de liens vers un même terme.
- Les liens externes sont à placer uniquement dans une section « Liens externes », à la fin de l'article. Ces liens sont à choisir avec parcimonie suivant les règles définies. Si un lien sert de source à l'article, son insertion dans le texte est à faire par les notes de bas de page.
- La présentation des références doit suivre les conventions bibliographiques. Il est recommandé d'utiliser les modèles {{Ouvrage}}, {{Chapitre}}, {{Article}}, {{Lien web}} et/ou {{Bibliographie}}. Le mode d'édition visuel peut mettre en forme automatiquement les références.
- Insérer une infobox (cadre d'informations à droite) n'est pas obligatoire pour parachever la mise en page.

Pour une aide détaillée, merci de consulter Aide:Wikification.
Si vous pensez que ces points ont été résolus, vous pouvez retirer ce bandeau et améliorer la mise en forme d'un autre article.
 (décembre 2021).
Patrick Assoumou Eyi, surnommé Capello,  est un entraîneur gabonais de football.
Sélectionneur gabonais des moins de 17 ans jusqu'en 2017, il est soupçonné d'avoir commis de nombreux abus sexuels à l'encontre de jeunes joueurs selon le quotidien britannique The Guardian,,,,,,,,,.

## Biographie
Assoumou Eyi, plus connu sous le pseudonyme de « Capello », est actuellement directeur technique au sein de la ligue de football de l'Estuaire,,,,.

## Affaires judiciaires

### Abus de pouvoir et agression sexuelle
Selon le journaliste et essayiste Romain Molina, il aurait abusé sexuellement et pendant des années, de plus d’une centaine de jeunes garçons dans le cadre de ses différentes fonctions dans le football gabonais,,,,,,,,,
Une enquête de plusieurs années révélée dans le magazine britannique The Guardian vient exposer les faits en décembre 2021. Il nie les faits,,,,.
À la suite des accusations le visant, la Fédération gabonaise de football le suspend provisoirement de toute activité lié au football ainsi que de son poste de directeur technique à la ligue de football de l'Estuaire,.
Il est arrêté le 20 décembre 2021 dans la ville de Ntoum après le dépôt d'une plainte pour acte de pédophilie,,,,,.
En mars 2025, il est reconnu coupable d’abus de pouvoir et d’actes d’agression sexuelle répétés sur plusieurs joueurs, ce qui constitue une violation du Code d’éthique de la FIFA. Eyi a été condamné à une amende de 930 000 de euros et banni a vie du football.